# G2A.com
G2A.com, oder nur G2A, ist ein Key-Reseller, der eine Plattform zum Vertrieb von Computerspiel-Lizenzschlüsseln bereitstellt. Das Unternehmen hat seinen Hauptsitz in den Niederlanden und verfügt über Niederlassungen in Polen und Hongkong.
G2A.COM ist eine Plattform zum Kauf und Verkauf von Lizenzschlüsseln für Software, insbesondere Computerspiele. Darüber hinaus werden auch Prepaid-Aktivierungscodes gehandelt. Zu weiteren Produkten im Sortiment gehören ein Online-Payment-Gateway, ein Abonnement-Service für Kunden, ein Partnerschaftsprogramm für Entwickler von Videospielen und ein Online-Shop zum Kauf von Bekleidung und Zubehör mit Bezug zur Pop- und Gaming-Kultur.
Nach eigenen Angaben hat G2A mehr als 12 Millionen Kunden, 260.000 Verkäufer, führt 50.000 digitale Produkte und beschäftigt 750 Mitarbeiter auf alle drei Standorte verteilt.

## Geschichte des Unternehmens
Das Unternehmen wurde 2010 von Bartosz Skwarczek und Dawid Rożek in Rzeszów, Polen unter dem ursprünglichen Namen Go2Arena als Online-Einzelhandel für Computerspiele gegründet. G2A.COMs wichtigste Zielgruppe waren junge Computerspieler, welche altersbedingt meist nicht über ein festes Einkommen verfügen. Somit wurde es zum erklärten Ziel, Computerspiele zum möglichst niedrigsten Preis zu verkaufen. Skwarczek selbst sagte, dass er viele der großen Spieleentwickler auf verschiedenen Veranstaltungen wie Gamescom, E3 und G-Star angesprochen habe, um ihnen eine Partnerschaft anzubieten, bei welcher sie selbst die offiziellen Verkäufer ihrer Spiele seien. Wegen des mangelnden Interesses seitens der Entwickler, sowie Veränderung der Trends am Markt, wechselte das Geschäftsmodell des Unternehmens vom Einzelhändler zum Marktplatz.
Im Jahr 2016 begann das Unternehmen sich auf andere Projekte und Produkte außerhalb seines digitalen Marktes zu konzentrieren. G2A begann in verschiedene Bereich zu expandieren, darunter Virtual Reality und 3D-Druck.
Seit 2014 sponsert G2A E-Sport-Teams und YouTuber.

## Produkte und Dienstleistungen
Im Jahr 2015 gab das Unternehmen bekannt, dass G2A Land, ein Virtual-Reality-Vergnügungspark, gestartet wird. Gemeinsam mit MSI wurde er während der Gamescom 2015 der Öffentlichkeit präsentiert. Im Mai 2016 startete G2A „Gotham VR“, was auch im Rahmen der Promotion des Kinofilms Batman vs Superman: Dawn of Justice, genutzt wurde. Im Dezember 2016 gab G2A bekannt, dass es einen Zweiten-Weltkriegs-Shooter mit dem Titel „Blunt Force“ entwickelt, welcher in mehreren Episoden ab 2017 veröffentlicht wird.
G2A 3D ist ein Online-Marktplatz für den Kauf, Verkauf und Tausch von 3D-Designs und Modellen. 3D-Designer können ihren eigenen Online-Shop erstellen und ihre druckfertigen 3D-Designs verkaufen und tauschen. Innerhalb des 3D-Marktplatzes bietet G2A das sogenannte 3D Plus an, welche das Modellieren von 3D-Modellen, Druck und Versand als Dienstleistungen für die Urheberrechtsinhaber anbietet.
Im Januar 2015 führte G2A mit G2A Pay sein eigenes Online Payment Gateway ein, welches mehr als 150 globale Zahlungsmethoden wie etwa PayPal, Skrill, WebMoney und Produkte von Finanzdienstleistungsunternehmen wie Visa, Mastercard und American Express umfasst.
G2A Direct bildet ein Partnerschaftsprogramm für Entwickler und Herausgeber von Videospielen und wurde am 29. Juli 2016 veröffentlicht. G2A Direct bietet eine Reihe von Features für Entwickler, die größtenteils direkt mit dem G2A Marktplatz verbunden sind. Direct ermöglicht es den Entwicklern, eine Provision auf den Inventarabsatz und bessere Positionierung auf den Auktionsseiten auf G2A.COM zu erhalten.
G2A Shield bietet zusätzliche Features für den G2A-Marktplatz. Etwa kostenlose „Coin“ Überweisungen, bis zu 10 % Cashback, Vorrechte auf die Lieferung von Vorbestellungen (Pre-Orders), Zugang zum 24/7 Live Chat Kundendienst und weitere Vorteile.
G2A Gear wurde im Dezember 2016 veröffentlicht und ist ein Online-Shop, welcher Bekleidung und Accessoires mit Bildern und Slogans aus beliebten Spielen, Filmen, TV Shows und Comics vertreibt. Laut Eigenaussagen des Unternehmens werden weitere Produkte in Zusammenarbeit mit bekannten Streamern und Youtubern entwickelt.

## Kontroversen

### Sponsorenverbot durch Riot Games
Riot Games, Entwickler von League of Legends, verbot G2A während der League of Legends World Championship 2015 das Sponsoring von Teams, da G2A entgegen Riots Nutzungsbedingungen auf seiner Plattform den Handel mit League-of-Legends-Spielerkonten fördere.
Der Spieler Gabriel „Tockers“ Claumann des Esport-Clans INTZ wurde 2016 für das Tragen eines T-Shirts mit G2A-Logo bei dem Event Campeonato Brasileiro de League of Legends (CBLoL) mit einer Geldstrafe von 1000 US-Dollar belegt. Während des Spiels wurde er angehalten, das Logo auf seiner Schulter mit Klebeband zu verdecken. In einer Pressemitteilung kündigte G2A an, die Strafe zu zahlen.

### TinyBuild-Games-Debatte
Im Juni 2016 warf Alex Nichiporchik, CEO von tinyBuild Games, G2A vor, seinen Händlern den Handel mit betrügerisch erworbenen Lizenzschlüsseln weiterzuverkaufen. Dies habe seinem Unternehmen einen Schaden von 450.000 US-Dollar verursacht. G2A bot an, dabei zu helfen die betrügerisch gekauften Produktschlüssel zu ermitteln, festzustellen welche Händler illegale Rückbuchungen vorgenommen haben und diese entsprechend von der G2A Plattform zu entfernen. G2A stellte gleichzeitig die genannte Schadensumme von 450.000 US-Dollar in Frage. Unter der Berücksichtigung der Tatsache, dass Spiele bereits auf anderen Webseiten mehrfach vergünstigt oder gar kostenlos angeboten worden sind, hätte man den Eindruck, die Forderung sei künstlich überhöht.
Seitens tinyBuild wurde bemängelt, dass man sich mit der Art und Weise der Kommunikation seitens G2A unter Druck gesetzt fühle. Es würde versucht, eine Partnerschaft mit G2As Bezahloption-Plattform eingehen zu müssen, welche dann einen Teil der Umsatzerlöse an G2A abführen würde, im Austausch für die Eliminierung der betreffenden Accounts.
Im Anschluss an diese Debatte kündigte G2A erweiterte Bestätigungsschritte im Frontend zur Verbesserung der Sicherheit auf dem Marktplatz an. Diese beinhalten die Profile in den Sozialen Medien und die Verifizierung der Telefonnummer, sowie weitere Überprüfungen, sobald mehr als zehn Produkte über ein Konto verkauft worden sind. Weiterhin wurde mit G2A Direct ein Support-System für Entwickler eingeführt, welches neben anderen Option, Entwicklern und Herausgebern erlaubt, Gebühren (developer fees) von bis zu 10 % auf alle durch G2A verkauften Produkte zu erheben.

### Gearbox Software
Gearbox Software kündigte 2017 jegliche Zusammenarbeit mit G2A.com wegen anhaltender Kritik an den Geschäftspraktiken des Marktplatzes. Der Entwickler forderte zuvor die Umsetzung einer Reihe konkreter Käuferschutzmaßnahmen und die Möglichkeit für Entwickler und Publisher, illegal erworbene Aktivierungscodes auf der Plattform als solche melden zu können. Der Reseller stritt die Kritik als unbegründet ab und kam den Forderungen nicht nach, woraufhin Gearbox den Verkauf der eigenen Produkte über die Plattform einstellte.